# Murkrone
En murkrone er en krone formet som en murkrans, der i arkitekturen er den øverste del af afslutning på en mur. Græske bygudinder, som f.eks. Tyche og Kybele, bliver afbildet med murkrone. Den benyttes blandt andet også i heraldiske sammenhænge som f.eks. på byvåben.